# Universal Soldier (album Pastora Troya)
Universal Soldier – Szósty studyjny album Pastora Troya. Sprzedany w największym nakładzie. Uwagę przyciągnął dzięki współpracy z takimi artystami jak Lil Jon, Timbaland, czy Bun B. Albumu w pełni poświęcony crunkowym brzmieniom, utwór "Are We Cuttin'" zyskał dodatkową sławę, dzięki zapożyczeniu go do filmu xXx.

## Lista utworów
| #  | Tytuł                      | Gościnnie                      | Producent        | Długość |
| 1  | "Intro"                    |                                | Pastor Troy      | 2:20    |
| 2  | "Universal Soldier"        |                                | Pastor Troy      | 3:32    |
| 3  | "Are We Cuttin'"           | Ms. Jade                       | Timbaland        | 4:56    |
| 4  | "If I Wasn't Rappin'"      | Bun B of UGK                   | T-Cap            | 4:00    |
| 5  | "Who, What, When, Where"   |                                | Lil Jon          | 5:10    |
| 6  | "Tell 'Em It's On"         | Timbaland                      | Timbaland        | 4:37    |
| 7  | "4 My Hustlaz"             |                                | Lil Jon          | 4:28    |
| 8  | "Chug-A-Lug"               |                                | DaDa & Los Vagez | 4:34    |
| 9  | "You Can't Pimp Me"        | Peter the Disciple             | Jazze Pha        | 4:20    |
| 10 | "I'm a Raise Me a Soldier" |                                | Big Floaty       | 4:54    |
| 11 | "Undefeated"               | Blackout & Pinhead of D.S.G.B. | Jazze Pha        | 4:11    |
| 12 | "No Mo Play in G.A. Pt. 2" |                                | Church Boi       | 4:20    |
| 13 | "If They Kill Me"          |                                | Lil Jon          | 4:22    |
| 14 | "When He Comes"            | Pastor Troy Sr.                | T-Cap            | 4:22    |
| 15 | "Bless America"            |                                | Pastor Troy      | 4:23    |
| 16 | "Outro"                    |                                | Pastor Troy      | 0:25    |
| 17 | "Vica Versa (Remix)"       | Peter the Disciple             | Carl Mo          | 4:26    |